# أوسكار تانغ
أوسكار تانغ (بالإنجليزية: Oscar Tang)‏ هو خبير مالي أمريكي، ولد في 1938 في شانغهاي في الصين.

## وصلات خارجية
- أوسكار تانغ على موقع إن إن دي بي (الإنجليزية)